# 1205
Il 1205 (MCCV in numeri romani) è un anno  del XIII secolo.

## Eventi
- 12-14 aprile - Ha luogo la battaglia di Adrianopoli tra i bulgari comandati dallo Zar Kalojan, e i crociati che si muovevano sotto il comando dell'imperatore Baldovino I.

## Nati
- 5 novembre - Al-Salih Ayyub, sultano curdo († 1249)
- Adolfo IV di Schaumburg, nobile tedesco († 1261)
- Batu Khan, condottiero mongolo († 1256)
- Enrico I d'Avaugour, nobile francese († 1281)
- Gualtieri IV di Brienne, conte († 1246)
- Guido I de la Roche, nobile francese († 1263)
- María Guillén de Guzmán, nobile spagnola († 1262)
- Piero Fedele Pagano, religioso italiano († 1277)
- Ruggero di Puglia, monaco cristiano e scrittore italiano († 1266)
- Tannhäuser, poeta tedesco († 1270)
- Ugo Ripelin di Strasburgo, teologo e presbitero francese († 1270)
- Venceslao I di Boemia, re († 1253)
- Radiya Sultana, sultano indiana
- Demetrio del Monferrato, re († 1230)
- Alan la Zouche, cavaliere medievale e nobile britannico († 1270)

## Morti
- 19 marzo - Costantino XI Lascaris, imperatore bizantino
- 1º aprile - Amalrico II di Lusignano, sovrano
- 5 aprile - Isabella di Gerusalemme, sovrana (n. 1172)
- 14 aprile - Garnier de Traînel, vescovo cattolico francese
- 15 aprile - Luigi di Blois, conte
- 7 maggio - Ladislao III d'Ungheria, re ungherese
- 28 maggio - Ubaldesca Taccini, religiosa italiana (n. 1136)
- 14 giugno - Gualtieri III di Brienne, conte francese
- 19 giugno - Roman Mstislavič, principe
- 4 luglio - Ottone II di Brandeburgo, nobile (n. 1147)
- 13 luglio - Hubert Walter, vescovo cattolico britannico
- 2 agosto - Giovanna d'Aza, nobile spagnola (n. 1135)
- 3 settembre - Pietro di Poitiers, teologo francese
- Arnoldo I di Altena, nobile tedesco (n. 1166)
- Baldovino I di Costantinopoli, conte (n. 1172)
- Enrico Dandolo, politico e militare italiano
- Giovanna I di Borgogna, contessa (n. 1191)
- Hatakeyama Shigeyasu, militare giapponese
- Hatakeyama Shigetada, militare giapponese (n. 1164)
- Nicolas de Verdun, orafo e scultore francese (n. 1130)
- Pietro, vescovo cattolico italiano
- Sibilla di Medania, regina
- Takanobu, pittore e poeta giapponese (n. 1142)
- Graziano da Pisa, cardinale italiano
- Elisabetta di Courtenay, nobile francese
- Žvelgaitis, duca lituano

## Calendario
| Calendario 1205 | Calendario 1205 | Calendario 1205 | Calendario 1205 | Calendario 1205 | Calendario 1205 | Calendario 1205 | Calendario 1205 | Calendario 1205 | Calendario 1205 | Calendario 1205 | Calendario 1205 | Calendario 1205 | Calendario 1205 | Calendario 1205 | Calendario 1205 | Calendario 1205 | Calendario 1205 | Calendario 1205 | Calendario 1205 | Calendario 1205 | Calendario 1205 | Calendario 1205 | Calendario 1205 | Calendario 1205 | Calendario 1205 | Calendario 1205 | Calendario 1205 | Calendario 1205 | Calendario 1205 | Calendario 1205 | Calendario 1205 | Calendario 1205 |
| --------------- | --------------- | --------------- | --------------- | --------------- | --------------- | --------------- | --------------- | --------------- | --------------- | --------------- | --------------- | --------------- | --------------- | --------------- | --------------- | --------------- | --------------- | --------------- | --------------- | --------------- | --------------- | --------------- | --------------- | --------------- | --------------- | --------------- | --------------- | --------------- | --------------- | --------------- | --------------- | --------------- |
|                 | 1               | 2               | 3               | 4               | 5               | 6               | 7               | 8               | 9               | 10              | 11              | 12              | 13              | 14              | 15              | 16              | 17              | 18              | 19              | 20              | 21              | 22              | 23              | 24              | 25              | 26              | 27              | 28              | 29              | 30              | 31              |                 |
| Gennaio         | Sa              | Do              | Lu              | Ma              | Me              | Gi              | Ve              | Sa              | Do              | Lu              | Ma              | Me              | Gi              | Ve              | Sa              | Do              | Lu              | Ma              | Me              | Gi              | Ve              | Sa              | Do              | Lu              | Ma              | Me              | Gi              | Ve              | Sa              | Do              | Lu              |                 |
| Febbraio        | Ma              | Me              | Gi              | Ve              | Sa              | Do              | Lu              | Ma              | Me              | Gi              | Ve              | Sa              | Do              | Lu              | Ma              | Me              | Gi              | Ve              | Sa              | Do              | Lu              | Ma              | Me              | Gi              | Ve              | Sa              | Do              | Lu              |                 |                 |                 |                 |
| Marzo           | Ma              | Me              | Gi              | Ve              | Sa              | Do              | Lu              | Ma              | Me              | Gi              | Ve              | Sa              | Do              | Lu              | Ma              | Me              | Gi              | Ve              | Sa              | Do              | Lu              | Ma              | Me              | Gi              | Ve              | Sa              | Do              | Lu              | Ma              | Me              | Gi              |                 |
| Aprile          | Ve              | Sa              | Do              | Lu              | Ma              | Me              | Gi              | Ve              | Sa              | Do              | Lu              | Ma              | Me              | Gi              | Ve              | Sa              | Do              | Lu              | Ma              | Me              | Gi              | Ve              | Sa              | Do              | Lu              | Ma              | Me              | Gi              | Ve              | Sa              |                 |                 |
| Maggio          | Do              | Lu              | Ma              | Me              | Gi              | Ve              | Sa              | Do              | Lu              | Ma              | Me              | Gi              | Ve              | Sa              | Do              | Lu              | Ma              | Me              | Gi              | Ve              | Sa              | Do              | Lu              | Ma              | Me              | Gi              | Ve              | Sa              | Do              | Lu              | Ma              |                 |
| Giugno          | Me              | Gi              | Ve              | Sa              | Do              | Lu              | Ma              | Me              | Gi              | Ve              | Sa              | Do              | Lu              | Ma              | Me              | Gi              | Ve              | Sa              | Do              | Lu              | Ma              | Me              | Gi              | Ve              | Sa              | Do              | Lu              | Ma              | Me              | Gi              |                 |                 |
| Luglio          | Ve              | Sa              | Do              | Lu              | Ma              | Me              | Gi              | Ve              | Sa              | Do              | Lu              | Ma              | Me              | Gi              | Ve              | Sa              | Do              | Lu              | Ma              | Me              | Gi              | Ve              | Sa              | Do              | Lu              | Ma              | Me              | Gi              | Ve              | Sa              | Do              |                 |
| Agosto          | Lu              | Ma              | Me              | Gi              | Ve              | Sa              | Do              | Lu              | Ma              | Me              | Gi              | Ve              | Sa              | Do              | Lu              | Ma              | Me              | Gi              | Ve              | Sa              | Do              | Lu              | Ma              | Me              | Gi              | Ve              | Sa              | Do              | Lu              | Ma              | Me              |                 |
| Settembre       | Gi              | Ve              | Sa              | Do              | Lu              | Ma              | Me              | Gi              | Ve              | Sa              | Do              | Lu              | Ma              | Me              | Gi              | Ve              | Sa              | Do              | Lu              | Ma              | Me              | Gi              | Ve              | Sa              | Do              | Lu              | Ma              | Me              | Gi              | Ve              |                 |                 |
| Ottobre         | Sa              | Do              | Lu              | Ma              | Me              | Gi              | Ve              | Sa              | Do              | Lu              | Ma              | Me              | Gi              | Ve              | Sa              | Do              | Lu              | Ma              | Me              | Gi              | Ve              | Sa              | Do              | Lu              | Ma              | Me              | Gi              | Ve              | Sa              | Do              | Lu              |                 |
| Novembre        | Ma              | Me              | Gi              | Ve              | Sa              | Do              | Lu              | Ma              | Me              | Gi              | Ve              | Sa              | Do              | Lu              | Ma              | Me              | Gi              | Ve              | Sa              | Do              | Lu              | Ma              | Me              | Gi              | Ve              | Sa              | Do              | Lu              | Ma              | Me              |                 |                 |
| Dicembre        | Gi              | Ve              | Sa              | Do              | Lu              | Ma              | Me              | Gi              | Ve              | Sa              | Do              | Lu              | Ma              | Me              | Gi              | Ve              | Sa              | Do              | Lu              | Ma              | Me              | Gi              | Ve              | Sa              | Do              | Lu              | Ma              | Me              | Gi              | Ve              | Sa              |                 |